# Panaspis
Panaspis es un género de lagartos perteneciente a la familia Scincidae. Se distribuyen por el África subsahariana.

## Sistemática
De acuerdo con Reptile Database, se reconocen 23 especies válidas, según el detalle siguiente.
| Ítem | Especie                 | Autoridad                     | Distribución | Estado de conservación |
| ---- | ----------------------- | ----------------------------- | --- | ---------------------- |
| 1    | Panaspis africana       | (Gray, 1845)                  | Golfo de Guinea, oeste de África                                                                                               | LC                     |
| 2    | Panaspis annettesabinae | Colston, Pyron y Bauer, 2020  | Etiopía | NE                     |
| 3    | Panaspis annobonensis   | Fuhn, 1972                    | Guinea Ecuatorial | DD                     |
| 4    | Panaspis breviceps      | (Peters, 1873)                | Equatorial Guinea, Gabón, Camerún, Ángola, República Democrática del Congo y República Centroafricana                          | LC                     |
| 5    | Panaspis burgeoni       | (De White, 1933)              | República Democrática del Congo                                                                                                | LC                     |
| 6    | Panaspis cabindae       | (Bocage, 1866)                | República Democrática del Congo, República del Congo, Ángola                                                                   | LC                     |
| 7    | Panaspis duruarum       | (Monard, 1949)                | Camerún | DD                     |
| 8    | Panaspis ericae         | Marques et al., 2024          | Ángola | NE                     |
| 9    | Panaspis helleri        | (Loveridge, 1932)             | República Democrática del Congo                                                                                                | LC                     |
| 10   | Panaspis maculicollis   | Jacobson y Broadley, 2020     | Sudáfrica, Namibia, Botswana, Angola, Zimbabwe, Zambia                                                                         | LC                     |
| 11   | Panaspis massaiensis    | (Angel, 1924)                 | Tanzania, Kenia | NE                     |
| 12   | Panaspis megalurus      | (Nieden, 1913)                | Tanzania, Kenia | LC                     |
| 13   | Panaspis mocamedensis   | Ceríaco et al., 2020          | Angola | NE                     |
| 14   | Panaspis mundavambo     | Marques et al., 2024          | Angola | NE                     |
| 15   | Panaspis namibiana      | Ceríaco, Branch y Bauer, 2018 | Namibia | LC                     |
| 16   | Panaspis seydeli        | (De White, 1933)              | República Democrática del Congo, Namibia                                                                                       | DD                     |
| 17   | Panaspis tancredii      | (Boulnger, 1909)              | Etiopía | DD                     |
| 18   | Panaspis thomensis      | Ceríaco et al., 2018          | Santo Tomé | LC                     |
| 19   | Panaspis togoensis      | (Werner, 1902)                | Costa de Marfil, República Centroafricana, Nigeria, Camerún, Ghana, Benin, Burkina Faso, Nigeria, Guinea, Sudán del Sur, Sudán | LC                     |
| 20   | Panaspis tristaoi       | (Monard, 1940)                | Guinea, Costa de Marfil, Gambia                                                                                                | LC                     |
| 21   | Panaspis tsavoensis     | Kilunda et al., 2019          | Kenia | NE                     |
| 22   | Panaspis wahlbergii     | (Smith, 1849)                 | Namibia, Botswana, Zimbabwe, Mozambique, Sudáfrica, República Democrática del Congo, Angola, Zambia                            | LC                     |
| 23   | Panaspis wilsoni        | (Werner, 1914)                | Sudán | DD                     |